# Krabbenslang
De krabbenslang (Fordonia leucobalia) is een slang uit de familie waterdrogadders (Homalopsidae).

## Naam en indeling
De wetenschappelijke naam van de soort werd voor het eerst voorgesteld door Hermann Schlegel in 1837. De slang werd eerder aan andere geslachten toegekend, te weten Homalopsis en Hemiodontus. Het geslacht Fordonia werd beschreven door John Edward Gray in 1842. Het is tegenwoordig de enige soort uit deze monotypische groep.

## Uiterlijke kenmerken
De slang bereikt een lichaamslengte tot ongeveer 95 centimeter, het lichaam heeft een ronde doorsnede en is stevig gebouwd. De staart is relatief kort en eindigt abrupt. De kop is kort en breed en is lastig te onderscheiden van het lichaam door het ontbreken van een duidelijke insnoering. De slang heeft 25 tot 29 rijen gladde schubben in de lengte op het midden van het lichaam en 137 tot 159 schubben aan de buikzijde. Onder de staart zijn 27 tot 43 gepaarde staartschubben aanwezig. Ook de anaalschub is gepaard.
De lichaamskleur is grijs tot bruin of roodbruin, de buikzijde is lichter tot witgeel. Er zijn echter variaties bekend met een rode kleur en ronde, zwarte vlekken waarbij de tekening doet denken aan die van een lieveheersbeestje.

## Levenswijze
De krabbenslang is 's nachts actief en schuilt overdag in holen die door krabben gegraven zijn. De slang is sterk aan water gebonden. Op het menu staan vooral krabben, ook andere kreeftachtigen en kleine vissen worden buitgemaakt. De vrouwtjes zijn eierlevendbarend en zetten volledig ontwikkelde jongen af. Deze hebben een lichaamslengte van ongeveer 18 centimeter.

## Verspreiding en habitat
De soort komt voor in delen van zuidelijk Azië en in Australië. In Azië is de slang te vinden in de landen Bangladesh, India, Indonesië, Oost-Timor, Maleisië, Myanmar, Papoea-Nieuw-Guinea, de Filipijnen, Singapore, Thailand, Cambodja en Vietnam. In Australië is de soort aangetroffen in de deelstaten Noordelijk Territorium, Queensland, en West-Australië.
De habitat bestaat uit waterrijke gebieden langs de kust, zoals estuaria en mangrovebossen. De soort is aangetroffen tot een diepte van ongeveer 10 meter onder het wateroppervlak.

## Beschermingsstatus
Door de internationale natuurbeschermingsorganisatie IUCN is de beschermingsstatus 'veilig' toegewezen (Least Concern of LC).